# Розп'яття на хресті

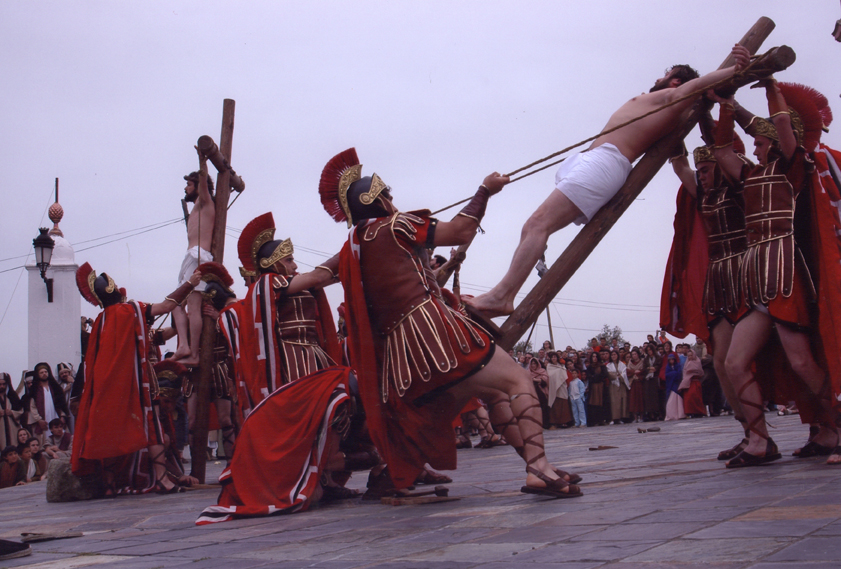
«Розп'яття на хресті» (реконструкція)

Розп'яття — вид смертної кари, що був поширений у Римській імперії.
Засудженому на смерть прибивали цвяхами руки й ноги до кінців хреста чи фіксували кінцівки за допомогою мотузок. Цвяхи при цьому вбивали не в долоні, а в зап'ястя, оскільки вбиті в долоні цвяхи не утримали б тіло на хресті: під вагою засудженого цвяхи прорізали б тканини кінцівок і засуджений упав би з хреста.
Хрест використовувався дерев'яний, як правило, Т-подібний, існували й інші його форми:
- Crux Simplex — простий вертикальний стовп.
- Crux Commissa — хрест у формі «Т».
- Crux Immissa — два перехрещених перпендикулярно бруси.
- Crux Decussata — хрест у формі «X».

При конструкції хреста з двох елементів кожен мав свою латинську назву. Перший елемент — стаціонарна, вертикально вкопана стійка називалась staticulum. Другий — patibulum, являв собою знімну горизонтальну балку, яку й несли на собі засуджені до страти (crux деколи називали не тільки зібрану з двох елементів конструкцію, але й окремо patibulum). Іноді в центрі хреста прикріплювався невеликий виступ, на який розп'ятий міг спертися. Потім хрест закріплювали вертикально на загальний огляд. Часто самому розп'яттю передувала ганебна процесія, у ході якої засуджений повинен був нести свій хрест або патібулум, — дерев'яний брус вагою до 30-50 кг.
По прибутті на місце із засудженого знімали одяг, клали його на землю і цвяхами, широко розтягнувши руки, прибивали їх до кінців перекладини, яку потім за допомогою шнурків, підтягували на вершину заздалегідь вкопаного в землю стовба (або розпинали на хресті, який потім піднімали вертикально).
Основною причиною смерті при розп'ятті є асфіксія, викликана набряком легенів і стомленням міжреберних м'язів, що беруть участь у процесі дихання, та м'язів черевного преса. Основною опорою тіла в цій позі є руки, і при диханні м'язи черевного преса й міжреберні м'язи повинні були піднімати вагу всього тіла, що призводило до їх швидкого стомлення. Також здавлювання грудної клітини напруженими м'язами плечового поясу й грудей викликало застій рідини в легенях та набряк легенів. Додатковими причинами смерті служили зневоднення і втрата крові.
Можливість опори на прикріплений до хреста виступ дещо полегшувало дихання, але в цілому лише затягувало процес смерті. Для прискорення страти засудженим перебивали дубиною гомілки, що позбавляло їх додаткової опори.
Розіп'ятий гинув довго та болісно, іноді протягом 5-6 днів.
Страта ця була відома у Вавилоні, Греції, Палестині, Карфагені, але особливого поширення отримала в Стародавньому Римі, де стала основним видом болісної страти. Так страчали особливо небезпечних злочинців (бунтівників, зрадників, убивць тощо). У Стародавньому Римі в разі вбивства господаря будинку всі раби, які проживали в будинку, незалежно від статі й віку підлягали розп'яттю. Існує також згадування (Біблія, книга Ісуса Навина 8, 29 і 10; 26) про те, що розп'яття також застосовувалося в Палестині по відношенню до полонених царів. Розп'яті були й учасники повстання Спартака.
Згідно з християнським віровченням — Ісус Христос був розп'ятий за нас,— це зробило хрест символом християнської релігії. Стратеними через розп'яття були й деякі християнські святі (апостоли Андрій та Петро, мученик Клеонік Амасійський).
Розп'яття як вид страти досі існує в законодавстві Судану. Але перед самим розп'яттям виконується попереднє повішення засудженого, тобто розпинають уже мертве тіло.

## Археологічні знахідки
Хоча розп'яття на хресті було поширеною формою страти, є дві археологічні знахідки, які доводять існування такої практики. Першу знахідку виявили 1968 року в Єрусалимі. Тоді було доведено, що 18-сантиметровий цвях пробили через кістку п'яти людини, яку було знайдено в одній з гробниць. У 2007 році в Гавелло, приблизно в 40 км від Венеції, було знайдено іншу кістку з цвяхом у ній. Але результати дослідження підтвердили лише у 2018 році; при цьому дослідники з університетів Феррари зазначили, що результати можуть бути неточні, оскільки другої стопи так і не знайшли. Вік знахідки науковці визначили за непрямими ознаками: поруч знайшли залишки будівель, за архітектурою яких розрахували період будівництва. 